# 경상남도마산의료원
경상남도마산의료원(慶尙南道馬山醫療院, Gyeongsangnam-do Masan Medical Center)은 경상남도청 산하 지방의료원이다. 경상남도 창원시 마산합포구 3·15대로 231에 위치하고 있다.
현재 경상남도의 코로나-19 확진자들중 일부가 마산의료원 음압병동에 격리되어 있다.
경상대학교병원에서 위탁운영하고 있다.

## 설립 근거
- 지방의료원의 설립 및 운영에 관한 법률[3]
- 경상남도의료원 설립 및 운영 조례[4]

## 연혁
- 1914년 9월 15일 : 진주 자혜병원 마산분원 설립
- 1919년 9월 15일 : 도립 마산병원 발족
- 1975년 12월 15일 : 도립 마산의료원으로 승격
- 1983년 7월 1일 : 지방공사 경상남도 마산의료원으로 변경
- 2006년 9월 20일 : 경상남도마산의료원으로 개칭